# Pilot (Supergirl)
Pilot es el primer episodio de la primera temporada y estreno de la serie estadounidense de drama y ciencia ficción Supergirl. El episodio fue escrito por Ali Adler basada en la historia de Greg Berlanti, Andrew Kreisberg y la propia Adler, y dirigido por Glen Winter. Fue estrenado el 26 de octubre de 2015 por la cadena CBS.
Después de mantener sus poderes en secreto desde su llegada a la Tierra, Kara Zor-El, la prima de Superman, se ve obligada a revelarlos después de un accidente aéreo y asume el rol de la superheroína que siempre debió ser.

## Argumento
A los trece años de edad, Kara Zor-El es enviada a la Tierra para cuidar a su primo poco antes de la destrucción de su planeta natal Kriptón, sin embargo, la onda de expansión golpea su nave y se ve arrastrada a la Zona Fantasma, un lugar donde el tiempo no pasa y queda atrapada durante veinticuatro años. La nave logra salir de dicha zona y llegar a la Tierra, donde su primo Kal-El se ha convertido en Superman y la lleva con los Danvers para que la críen y quienes la enseñan a ser cuidadosa con sus poderes. Convertida en una chica de veinticuatro años, Kara se ve obligada a revelar al mundo sus poderes después de que el avión donde viaja su hermana Alex sufre un desperfecto y acude a salvarlo. Al revelar sus poderes, Kara es reclutada por el Departamento de Operaciones Extraterrestres (DOE) para ayudar a proteger a la humanidad de amenazas provenientes de otros planetas. Por otra parte, se revela que Astra, la hermana gemela de Alura se encuentra en la Tierra y planea conquistarla.

## Elenco
- Melissa Benoist como Kara Zor-El/Kara Danvers/Supergirl.
- Mehcad Brooks como James Olsen.
- Chyler Leigh como Alex Danvers.
- Jeremy Jordan como Winslow Schott, hijo.
- David Harewood como Hank Henshaw.
- Calista Flockhart como Cat Grant.

## Recepción

### Recepción del público
El episodio fue visto por 12.96 millones de espectadores, convirtiéndose en el estreno más visto de una serie nueva de la temporada 2015-16 empatando con Blindspot de la NBC.

### Recepción de la crítica
El episodio recibió críticas positivas, alabando la actuación de Melissa Benoist y la historia bien escrita.
Jeff Jensen de Entertainment Weekly dio al episodio una B-, comentando: "estoy feliz de que Supergirl exista y quiero que tenga éxito. Las frustraciones de Supergirl nos recuerdan que las personas con super poderes a menudo toman caminos problemáticos para explorar asuntos de diversidad, carrera y género -y especialmente, intrínsecamente las marcas de cómics traen consigo los valores de otra era atados por las restricciones de la franquicia. "¿Pueden creerlo? Una heroína. Sí, eso es bueno. Ahora, necesitamos mejores".
Cliff Wheatley de IGN dio al episodio piloto una calificación de 7/10, alabando la interpretación de Benoist como Kara y el divertido giro al mito de los superhéroes.
En una revisión para The Hollywood Reporter, Daniel Feinberg dijo, "Supergirl no debería tener un hito feminista, pero lo tiene".
Caroline Siede de The A.V. Club dio al episodio una revisión positiva, dándole una B. Con la excepción del pasado de Kara, se muestra complacida con el paso rápido y bien ejecutado y por cómo estuvo estructurado el episodio: "Mientras Supergirl es un poco más realista que The Flash, establece apropiadamente el tono de la serie e instala de suficientes amenazas para explorar a través de sus primeros 13 episodios -y muchos más por venir, esperemos".
Stacy Glanzman de TV Fanatic le otorgó al episodio una calificación de 5/5 estrellas.